# Piémont vosgien
Piémont vosgien este o arie protejată (sit de importanță comunitară — SCI) din Franța întinsă pe o suprafață de 4.701 ha, integral pe uscat.

## Localizare
Centrul sitului Piémont vosgien este situat la coordonatele 47°44′28″N 6°54′40″E / 47.74111°N 6.91111°E.

## Înființare
Situl Piémont vosgien a fost declarat arie specială de conservare în baza directivei 92/43 din 1992 referitoare la conservarea habitatelor naturale și a faunei și florei sălbatice pentru a proteja 8 specii de animale.

## Biodiversitate
Situată în ecoregiunea continentală, aria protejată conține 15 habitate naturale: Cursuri de apă de la nivel de câmpie la nivel montan, cu vegetație Ranunculion fluitantis și Callitricho-Batrachion, Formațiuni ierboase bogate în specii de Nardus, dezvoltate pe substraturi silicioase în zone montane (și în zone submontane, în Europa continentală), Fânețe de joasă altitudine (Alopecurus pratensis, Sanguisorba officinalis), Grohotișuri silicioase medio-europene, la altitudine înaltă, Pante stâncoase silicioase cu vegetație casmofită, Păduri de fag Luzulo-Fagetum, Păduri pe pante, grohotișuri și ravene de Tilio-Acerion, Păduri aluvionare cu Alnus glutinosa și Fraxinus excelsior (Alno-Padion, Alnion incanae, Salicion albae), Păduri de fag subalpine medio-europene cu Acer și Rumex arifolius, Păduri de fag Asperulo-Fagetum, Liziere de ierburi înalte hidrofile de câmpie și de nivel montan până la alpin, Pajiști cu Molinia pe soluri calcaroase, turboase sau argilos-nămoloase (Molinion caeruleae), Păduri de stejar sau de stejar și carpen sub-atlantice și medio-europene de Carpinion betuli, Ape stătătoare oligotrofe până la mezotrofe, cu vegetație de Littorelletea uniflorae și/sau de Isoëto-Nanojuncetea, Depresiuni pe substraturi de turbă de Rhynchosporion.
La baza desemnării sitului se află mai multe specii protejate:
- mamifere (3): râs eurasiatic (Lynx lynx), liliac cărămiziu (Myotis emarginatus), liliac comun (Myotis myotis)
- nevertebrate (2): Austropotamobius pallipes, fluturele auriu (Euphydryas aurinia)
- pești (3): zglăvoacă (Cottus gobio), cicar (Lampetra planeri), țipar (Misgurnus fossilis)

Pe lângă speciile protejate, pe teritoriul sitului au mai fost identificate 5 specii de plante, 8 specii de mamifere, 1 specie de pești, 4 specii de reptile.